# Trevor Carlin
Pour les articles homonymes, voir Carlin (homonymie).
Trevor Carlin, né le 13 mars 1963 à St Albans, est un ancien ingénieur et manager britannique. C'est, également, le fondateur de sa propre écurie, la Carlin Motorsport, écurie qui s'est illustré en F3 britannique.
Trevor Carlin jouit d'un succès dans l'histoire des courses internationales de Formule 3 lors des dix dernières années. En tant que chef d'équipe de Bowman Racing, il a réuni un groupe d'ingénieurs talentueux et accomplis les 1re, 2e et 3e places dans le Championnat britannique de Formule 3, les trois premières saisons et il a gagné, en 1989, le Grand Prix de Macao avec David Brabham au volant.
En 1993, Carlin rejoint West Surrey Racing (en) où il a supervisé les programmes de course de Marc Gené, Cristiano da Matta et Pedro de la Rosa, avant de négocier le passage de l'équipe au British Touring Car Championship avec Ford Motorsport.
En 1996, il a constitué sa propre équipe, la Carlin Motorsport.

## Sources
- (en) Cet article est partiellement ou en totalité issu de l’article de Wikipédia en anglais intitulé « Trevor Carlin » (voir la liste des auteurs).